# 熊本市立植木小学校
熊本市立植木小学校（くまもとしりつ うえきしょうがっこう）は、熊本県熊本市北区植木町広住にある公立小学校。

## 沿革
- 1873年（明治6年） - 植木人民共立小学校創設。
- 1884年（明治17年） - 滴水小学校と合併し植木尋常小学校と改称し、鐙田・小道両校を支校とする
- 1889年（明治22年） - 植木尋常小学校と改称し、小道支校と合併する
- 1905年（明治38年） - 現在地に校舎竣工
- 1924年（大正13年） - 高等科と併設
- 1941年（昭和16年） - 国民学校と改称
- 1944年（昭和19年） - 桜井国民学校と合併し、植木国民学校校舎を青年学校に提供する
- 1945年（昭和20年）8月 - 植木青年学校・桜井国民学校戦災にて焼失
- 1947年（昭和22年） - 桜井校より分離し植木小学校として独立
- 1955年（昭和30年） - 植木町立植木小学校に改める。
- 1972年（昭和47年） - プールが完成する。
- 1989年（平成元年） - 小プールが完成する。
- 2010年（平成22年） - 熊本市立植木小学校に改める。

## 歴代校長
- 1947年（昭和22年） - 1948年（昭和23年）校長 - 中原至

## 委員会
- 運営委員会
- 学校生活委員会
- 給食委員会
- 図書委員会
- 放送委員会
- 環境委員会
- 飼育栽培委員会
- 保健委員会
- 体育委員会　の9の委員会がある。